# Sorghastrum minarum
Sorghastrum minarum är en gräsart som först beskrevs av Christian Gottfried Daniel Nees von Esenbeck, och fick sitt nu gällande namn av Albert Spear Hitchcock. Sorghastrum minarum ingår i släktet Sorghastrum och familjen gräs. Inga underarter finns listade i Catalogue of Life.